# 克利爾湖鎮區 (愛荷華州漢密爾頓縣)
克利爾湖鎮區（英語：Clear Lake Township）是位於美國愛荷華州漢密爾頓縣的一個行政鎮區。

## 地方資料
根據2010年美國人口普查的數據，克利爾湖鎮區的面積為93.12平方千米，當中陸地面積為93.09平方千米，而水域面積為0.03平方千米。當地共有人口676人，而人口密度為每平方千米7.26人。